# Olympische Winterspiele 2018/Eisschnelllauf – 3000 m (Frauen)
3000 m Eisschnelllauf der Frauen bei den Olympischen Winterspielen 2018.
Ausgetragen wurden die 3000 m im Eisschnelllauf der Frauen am 10. Februar 2018 um 20:00 Uhr Ortszeit (12:00 Mitteleuropäischer Zeit). Austragungsort war das Gangneung Oval. Alle Medaillen gingen an die Niederlande. Siegerin wurde Carlijn Achtereekte vor Ireen Wüst und Antoinette de Jong.

## Bestehende Rekorde
| Weltrekord         | Cindy Klassen ( Kanada)          | 3:53,34 min | Calgary        | 18. März 2006    |
| Olympischer Rekord | Claudia Pechstein ( Deutschland) | 3:57,70 min | Salt Lake City | 20. Februar 2002 |

Es wurde kein neuer Rekord aufgestellt.

## Ergebnisse
| Rang | Athletin                 | Land                             | Zeit (min) |
| ---- | ------------------------ | -------------------------------- | ---------- |
| 1    | Carlijn Achtereekte      | Niederlande                      | 3:59,21    |
| 2    | Ireen Wüst               | Niederlande                      | 3:59,29    |
| 3    | Antoinette de Jong       | Niederlande                      | 4:00,02    |
| 4    | Martina Sáblíková        | Tschechien                       | 4:00,54    |
| 5    | Miho Takagi              | Japan                            | 4:01,35    |
| 6    | Ivanie Blondin           | Kanada                           | 4:04,14    |
| 7    | Isabelle Weidemann       | Kanada                           | 4:04,26    |
| 8    | Ayano Satō               | Japan                            | 4:04,35    |
| 9    | Claudia Pechstein        | Deutschland                      | 4:04,49    |
| 10   | Natalja Woronina         | Olympische Athleten aus Russland | 4:05,85    |
| 11   | Maryna Sujewa            | Belarus                          | 4:05,96    |
| 12   | Ida Njåtun               | Norwegen                         | 4:06,67    |
| 13   | Francesca Lollobrigida   | Italien                          | 4:08,58    |
| 14   | Luiza Złotkowska         | Polen                            | 4:09,69    |
| 15   | Nikola Zdráhalová        | Tschechien                       | 4:11,36    |
| 16   | Karolina Bosiek          | Polen                            | 4:12,44    |
| 17   | Katarzyna Bachleda-Curuś | Polen                            | 4:12,57    |
| 18   | Kim Bo-reum              | Südkorea                         | 4:12,79    |
| 19   | Ayaka Kikuchi            | Japan                            | 4:13,25    |
| 20   | Brianne Tutt             | Kanada                           | 4:13,70    |
| 21   | Hao Jiachen              | Volksrepublik China              | 4:15,56    |
| 22   | Carlijn Schoutens        | Vereinigte Staaten               | 4:15,60    |
| 23   | Roxanne Dufter           | Deutschland                      | 4:16,87    |
| 24   | Liu Jing                 | Volksrepublik China              | 4:20,95    |